# Nutty Narrows Bridge
Le Nutty Narrows Bridge est un écureuilloduc situé à Longview (État de Washington). Il est listé au Registre national des lieux historiques.

## Historique
En mars 1963, Amos Peters, après avoir vu de nombreux écureuils se faire écraser sur Olympia Way, important axe routier du centre-ville, décide de fournir aux écureuils du parc limitrophe un moyen de traverser cette artère de manière sécurisée. Le pont originel (déplacé depuis) est construit la même année, près du Civic Center.
Le nom du pont, choisi sur proposition d'une élue locale, fait référence au pont du détroit de Tacoma (en anglais Tacoma Narrows Bridge).
En 1983, le pont subit d'importants travaux d'entretien.
À la mort d'Amos Peters en 1984, une sculpture en bois représentant un écureuil de trois mètres de haut est placé près du pont, en sa mémoire.
En raison du vieillissent des arbres servant d'ancrage à la passerelle, le pont est déplacé d'une centaine de mètres à l'est en 2007. En 2010, il est déplacé à nouveau après avoir été considéré comme un danger pour la circulation. Il est alors à trois arbres de son emplacement originel, toujours sur Olympia Way.
Le 25 juillet 2013, le Conseil municipal de Longview vote le placement du pont Nutty Narrows au registre des lieux historiques de Longview.

## Description
Conçu pour ressembler à un mini-pont suspendu, sa portée est d'environ 18 mètres. Le pont est constitué d'une tuyauterie en aluminium supportée par un ancien tuyau d'incendie souple. Le coût total du pont s'élève alors à environ 1 000 dollars américains.